# Gheorghe Brandabura
Gheorghe Brandabura (ur. 23 lutego 1913 w Fedeleșoiu, Rumunia, zm. ?) − rumuński piłkarz, pomocnik. 4-krotny reprezentant Rumunii, uczestnik mistrzostw świata z roku 1938.

## Kariera
Brandabura rozpoczął treningi piłkarskie w wieku 14 lat w Juventusie Bukareszt. W 1930 roku trafił do seniorów tej drużyny, gdzie w ciągu 10 lat rozegrał 146 spotkań, strzelając zaledwie jedną bramkę. 8 lipca 1937, zadebiutował w kadrze narodowej w meczu przeciwko reprezentacji Litwy. W roku 1938 został powołany na MŚ 1938, które odbywały się we Francji. W 1948 trafił do lokalnego rywala Juventusu - Venusu Bukareszt, w którym przebywał przez 8 lat.